# 前山ダム
前山ダム（まえやまダム）は、香川県さぬき市前山に位置するダムである。

## 概要
前山ダムは、讃岐山脈を水源とする二級河川である鴨部川水系鴨部川の総合開発事業の一環として、洪水調節、流水の正常な機能の維持および上水道用水確保を目的として建設された、香川県が管理する多目的ダムであり、高さ38.8mの重力式コンクリートダムである。
たびたび洪水を起こす鴨部川の治水と、長尾町および志度町の上水道用水確保が求められていた1966年（昭和41年）に鴨部川総合開発事業が構想された。1968年（昭和43年）から調査、設計、用地買収等が行われ、1972年（昭和47年）にダム本体工事を着工。1975年（昭和50年）3月に試験湛水が開始された。
ダム湖畔は前山ダム公園としてキャンプ場などが整備されているほか、前山が四国八十八箇所の長尾寺と大窪寺を結ぶ遍路道にあたることから、ミニ八十八ヶ所の地蔵が祭られている。また、左岸には道の駅ながお、前山おへんろ交流サロン、ダム建設に伴い移転したさぬき市立前山小学校があった（2017年廃校）。この前山小学校は、移転前はダムの底にあった木造二階建ての校舎だった。移転後新築されたものは、鉄筋コンクリート構造の3階建てで、屋上にプールが設置されている。この地域にある唯一の小学校だが、人口も少ないため、大変小規模で1学年数人というクラスもある。以前には複式学級も存在していた。また、同敷地内の隣には、幼稚園も設置されている。

## 交通アクセス
- 前山ダム管理事務所 香川県さぬき市前山957-6
- 香川県道・徳島県道3号志度山川線沿い。塚原交差点（香川県道279号三木寒川線交点、鴨部川新塚原橋西端）より南へ3.5km。
- 高松琴平電気鉄道長尾線長尾駅 からバスで10分